# Jerry Fodor
Jerry Alan Fodor (22 de abril de 1935 - 29 de novembro de 2017) foi um filósofo e cientista cognitivo americano. Era Professor de Filosofia na Universidade de Rutgers, Nova Jersey, e é autor de muitas obras no campo da Filosofia da mente e ciência cognitiva. Lançou as bases para a modularidade da mente e da linguagem do pensamento.
Fodor argumentava que os estados mentais, como crenças e desejos, são as relações entre os indivíduos e as representações mentais. Ele afirmava que essas representações só podem ser correctamente explicadas em termos de uma linguagem do pensamento. Além disso, esta linguagem do pensamento em si é uma coisa realmente existente que está codificada no cérebro e não apenas uma heurística. Aderindo a um certo tipo de funcionalismo, o pensamento e outros processos mentais consistem principalmente de cálculos operacionais sobre a sintaxe das representações que compõem a linguagem do pensamento.
Para Fodor, partes significativas da mente, tais como os processos perceptivos e a área da linguagem, são estruturados em termos de módulos, ou "órgãos", que ele define pelos seus papéis causais e funcionais. Estes módulos são relativamente independentes uns dos outros. Fodor, sugere que o carácter destes módulos permite a possibilidade de relações causais com os objectos externos. O núcleo central do processamento, por outro lado, cuida das relações lógicas entre os vários conteúdos, e as entradas e saídas.
Fodor lidava com questões de holismo acerca da mente: saber se os poderes representacionais de um símbolo dependem dos poderes representacionais de outros, ou na verdade de todos. Isto é explorado no livro em coautoria com Ernest LePore, “Holism: A Shopper’s Guide, 1992.” Fodor é também coautor com Zenon Pylyshyn, de um artigo muito citado que ataca as pretensões explicativas do conexionismo, “Connectionism and cognitive architecture: A critical analysis”.